# بني كبير
بني كبير قبيلة من اكبر قبائل غا مد حيث يوجد فيها بادية وسراة وتهامة وهي تتبع مركز  محافظة بلجرشي إحدى محافظات منطقة الباحة في المملكة العربية السعودية، يقع إلى الشمال من محافظة بلجرشي وقاعدته قرية الحامر، سمي بهذا الاسم نسبة لبني كبير إحدى فروع قبيلة غامد.

## نسب بني كبير
تنتسب قبيلة بني كبير الى والبه بن الدوائل بن سعد ابن مناه بن غامد وهو عمرو بن كعب -وقيل عمرو بن عبد الله بن كعب- بن الحارث بن كعب بن عبد الله بن مالك بن نصر وهو شنوءة بن الأزد.

## بطون بني كبير
• العطا
• العلي
• الجابر
• الحارث

## الموقع الجغرافي
يقع مركز بني كبير في الجزء الشمالي من محافظة بلجرشي وتبعد عن مقر المحافظة مسافة 12 كم²، وفي الجنوب الشرقي من مدينة الباحة عاصمة المنطقة بنحو 23 كم² تقريباً، على دائرة عرض 45 ً 56 َ 19 ْ شمالاً، و خط طول 24 ً 34 َ 41 ْ شرقاً.

### البناء الجيولوجي
تشكل بني كبير جزء من المرتفعات الغربية والتي تشكل بدورها جزء من الدرع العربي الذي يمتاز بتاريخه الجيلوجي المميز، وقد كان من ابرز أحداثه الانكسار الكبير المعروف بالفالق الكبير ( الأخدود الأفريقي ) وإليه يعزى تشكيل المرتفعات الغربية بصورتها الحالية وكذلك البحر الأحمر في الزمن الثاني وقد صاحب الأنكسار زلازل وبراكين غطت مصهوراتها كثيرا من مناطق الدرع العربي وظهرت الحرات المعروفة لذا نجد تباين في وضع الطبقات وشقوقا وفواصل لبعضها علاقة باختزان المياه والكشف عن الثروات الباطنية، كما ساعدت المناطق المتصدعة في وجود الأودية وعلى العموم تنتشر الصخور المتحولة عن الصخور النارية التي تشكل اساسا لصخور المنطقة مثل: الشست وبالذات في المنابع العليا لوادي قرشا والحجر الأخضر الشبيه بالشست في المنطقة المحصورة بين وادي ثراد ووادي رنيه كما تظهر الصخور النارية في بعض المناطق مثل منابع ثراد العليا. وتظهر تكوينات الرخام والكوارتز في شرق بني كبير
ويمكن تقسيم السطح في بني كبير إلى الأقسام التالية:
1. المرتفعات: وتشكل مايعرف بمرتفعات بني كبير التي تصل بعض قممها إلى 2474 متر، ومن أشهرها القصا والطويلة والغبر والعصفرة وتقع في الجزء الجنوبي الغربي من ديار القبيلة وتنتهي شرقا بحبل العنق ويقل ارتفاع هذه الجبال عندما تتجه نحو الشرق وشمالا حيث يصل جبل العنق 2024 متر وإلى 13.5 أمتار عند ملتقي وادي رنية برافدة الكبير وادي ثراد، وتشكل المرتفعات العليا خط تقسيم المياه بين وادي رنية ووادي ثراد ووادي قرشا.
2. الأودية: تمثل أودية رنية وثراد وقرشا وشواص الأودية الرئيسية لديار بني كبير. ويعتبر وادي رنية بمجراه الكبير وشهرته التاريخية والجغرافية الوادي الأساسي بين هذه الأودية، والأودية الأخرى هي روافد له، ولهذه الأودية روافد عديدة بعضها صغير والبعض الآخر كبير، وهي أودية سيلية تجري بها المياه عند سقط الأمطار وقد تجف في سنوات الجدب والقحط، ولكنها لا تخلو من المياه الجارية كالغيول.

## المناخ
تشكل العوامل المؤثرة في مناخ هذا الأقليم طابع المناخ السائد في هذه المنطقة، فالارتفاع عن سطح البحر أدى إلى اعتدال المناطق الأكثر ارتفاعا وبرودتها في فصل الشتاء، كما تؤثر في كميات المطر الساقطة ولا سيما في المناطق الأكثر الأرتفاعا. فتظهر كثافة الغطاء النباتي والذي يؤدي بدوره إلى اعتدال المناخ وتلطيف أجوائه، ويمكن ملاحظة عامل الارتفاع كلما أبتعدنا عن الحافة الغربية لهذه المرتفعات شرقا. فتقل الأمطار وتظهر الفروق الحرارية نتيجة لقلة الأرتفاع، والموقع في وسط جبال الحجاز جعلها تحظى بكمية من الأمطار الموسمية وبالإضافة إلى أمطار الشتاء التي تصلها من الرياح العكسية، والغطاء النباتي يؤدي دوره المؤثر في المناخ. ولا سيما حيث تزيد كثافة الغطاء النباتي، فيكون الأعتدال علامة مميزة لهذه المنطقة ذات الغطاء النباتي الكثيف، وبدراسة محطات الأرصاد القريبة من المنطقة فان معدل الحرارة في فصل الصف 24.5 د/م وفي المناطق المرتفعة 18 د/م في المناطق الأقل أرتفاعا.
في حين يكون معدل درجة الحرارة شتاء 13 د/م في المرتفعات العليا 15.3 د/م في المناطق الشمالية والشمالية الشرقية الأقل ارتفاعا ويكون معدل الأمطار الساقطة على المرتفعات الجنوبية الغربية 457ملم سنويا، وينخفض إلى 200 ملم في المناطق المنخفضة في الشرق والشمال الشرقي. وتظهر السحب ولا سيما في فصل الشتاء ويكثر الضباب في الأجزاء المرتفعة من الأقليم. وتحجب الرؤية وقد يصاحب سقوط الأمطار سقوط كميات من البرد و لاسيما في فصل الربيع. وقد يؤدي ذلك إلى إتلاف المحاصيل الزراعية كما حصل في عام 1391 هـ وعام 1415 هـ.
تؤثر الظروف المناخية السائدة التي ذكرناها سابقاً على الغطاء النباتي من حيث النوع والكم، وكذلك ظروف السطح فلكل مستوى من الارتفاع نباته الخاص به. فحيث تغزر الأمطار يظهر الغطاء نباتي الكثيف كما هو الحال في الأجزاء الجنوبية المرتفعة وتكون على شكل غابات حقيقية مثل غابات الغبر، والغوقه، والداخلة , والطويله، ويغلب على نباتها شجر العرعر كما تظهر أشجار العتم البري (الزيتون) في مناطق الهجيج، والقاعس , وفراع راشد وغيرها ويكثر الطلح في وادي الحمى وتكون أشجاراً كثيفة ضخمه أحياناً. أما الأجزاء الشمالية الشرقية حيث تقل الأمطار وتزداد الحرارة فلا يظهر الغطاء النباتي كثيفاً إلا في مجاري الأودية وبطونها، وتغلب عليها أشجار السدر، كما تظهر نباتات القرض والسلم والسمر متفرقة في المناطق المذكورة وهي نباتات شوكية أنهكها القطع والرعي الجائران. كما أدى إلى إهمال الأراضي الزراعية إلى جرف التربة، وفقدان مخزون المياه الجوفية لقلة فلاحة الأرض.

## القرى
أشهر القرى التابعة لمركز بني كبير:
- بني والبة
- العبادل
- الحدب
- الفلاح
- ال مرزوق
- الغبر
- الحبيس
- الدهامشة
- الحامر
- الكدفة
- السيار
- ال سالم
- الضفير
- الزاوية
- المزرعة
- ال سرور
- النعيم
- العصفرة

أما باقي مواقع وقرى بني كبير فهي تتبع مركز الجنابين ومركز جرد ومركز الجاوة.